# 墙钟时间
在计算中，已逝真实时间（elapsed real time）、真实时间（real time）、墙钟时间（wall-clock time）、墙时间（wall time或者walltime）是从计算机程序开始到结束的实际耗时。换言之，它指任务完成时间与任务开始时间之差。
因此，墙钟时间不同于CPU时间，后者仅测量处理器在执行某个任务或行程时的活动时间。两者之间的差异可能源于计算机系统结构和运行时系统相关因素，例如睡眠或等待系统資源可用。考虑这样一个数学程序示例：它报告“CPU time 0m0.04s，Wall time 6m6.01s”。这意味着程序运行了六分钟六点一秒，但在此期间，计算机的处理器仅花费了0.04秒用于计算。
相反，在多个处理单元上并行计算的程序，其CPU时间可能远超已逝真实时间。由于在并发计算中已逝真实时间的定义并不简单，因此将已逝时间视为在独立墙钟上测量显得非常方便。
“墙钟时间”的另一种定义是通过一个独立的外部时钟测量时间，而不是本地系统时间（内部），即两者之间的差异。

## 计算机模拟
“墙钟时间”一词在计算机仿真中也被广泛采用，用以区分(1)（通常被压缩或扩展的）模拟时间，和(2)仿真工具用户所经历的时间。